# Androsace rotundifolia
Androsace rotundifolia là một loài thực vật có hoa trong họ Anh thảo. Loài này được Hardw. mô tả khoa học đầu tiên năm 1795.